# Uvtjärnen (Mora socken, Dalarna)
Uvtjärnen är en sjö i Mora kommun i Dalarna och ingår i Dalälvens huvudavrinningsområde. Sjöns area är 0,029 kvadratkilometer och den befinner sig 381 meter över havet.